# مدرسه علمیه دامغانی
مدرسهٔ علمیهٔ دامغانی در قسمت شمالی شهر در کنار ساختمان زینبیه و در جوار امامزاده عبدالله در شهر همدان قرار دارد. این مدرسه توسط ایت الله آقا شیخ محمدعلی دامغانی تأسیس گردیده‌است. این مدرسه دارای کتابخانه و دو سالن تدریس و تعدادی حجره است که طلاب به صورت شبانه‌روزی در آن اشتغال به تحصیل دارند. هزینه‌های جاری مدرسه در زمان دامغانی از طریق وجوهات مردم تأمین می‌گردید و پس از درگذشت معظم له از طرف مراجع قم ارسال می‌گردد.
درحال حاضر مدیریت مدرسه برعهده حجت الاسلام و المسلمین علیرضا یوسفی راستگو می‌باشد.